# مايرس برديس
مايرس برديس (باللاتفية: Mairis Briedis)‏ مواليد 13 يناير 1985، هو ملاكم محترف لاتفي يصنف ضمن فئة الوزن الثقيل بدأ مسيرته الاحترافية سنة 2009 حيث انتصر في نزاله الأول.

## إحصائيات
خاض خلال مسيرته 21 نزالا، فاز في 21 ولم يخسر. فاز بالضربة القاضية في 18 نزالا.

## روابط خارجية
- مايرس برديس على موقع بوكس ريك (الإنجليزية) (registration required)